# 383-й полк безпілотних літаків-розвідників (СРСР)
383-й полк безпілотних літаків-розвідників (383 ПБЛР, в/ч 46106) — формування Радянської армії, що існувало у 1989—1992 роках.
Після розпаду СРСР у 1992 році на полк перейшов під юрисдикцію України, і згодом був переформований як 383-й окремий полк дистанційно-керованих літальних апаратів.

## Історія
В 1989 році в Прикарпатському військовому окрузі 83-тя окрема ескадрилья безпілотних літаків-розвідників з Кам'янки-Бузької була розгорнута в 383-й полк безпілотних літаків-розвідників.
Після розпаду СРСР у 1992 році на полк перейшов під юрисдикцію України, і згодом був переформований як 383-й окремий полк дистанційно-керованих літальних апаратів.